# باراکا (مورتال کامبت)
باراکا یک شخصیت داستانی در فرنچایز بازی مبارزه‌ای مورتال کامبت از میدوی گیمز و ندررلم استودیوز است. او یک تارکاتان است، یک موجود خیالی ساکن قلمرو بیرون که در مورتال کامبت ۲ (۱۹۹۳) معرفی شد. مانند دیگر اعضای نژاد خود، او قادر است یک جفت تیغه را از ساعد خود بیرون بکشد. باراکا در طول مجموعه یک شرور مکرر است، که اغلب در خدمت شروران اصلی این فرنچایز، و همچنین عاشق نیمه تارکاتان میلینا به تصویر کشیده می‌شود. این شخصیت به دلیل ظاهر، توانایی‌های خاص و حرکات خاتمهٔ فتالیتی با استقبال مثبت روبرو شده است. او همچنین در رسانه‌های مختلف خارج از بازی‌ها ظاهر شده است.